# Hypsopygia fulvocilialis
Hypsopygia fulvocilialis ist ein Schmetterling (Nachtfalter) aus der Familie der Zünsler (Pyralidae).

## Merkmale
Die Vorderflügel von Hypsopygia fulvocilialis werden durch zwei helle, etwas gewellte Querlinien unterteilt. Die inneren zwei Drittel sind olivgrün bis grau, das äußere Drittel blaugrau. Der äußere Rand ist rotbraun. Die Hinterflügel weisen dieselbe Zeichnung auf, sind jedoch geringfügig heller.

### Synonyme
- Asopia fulvocilialis Duponchel, 1834[1]
- Herculia fulvocilialis

## Lebensweise
Hypsopygia fulvocilialis bildet eine Generation im Jahr, die von Mitte Mai bis September fliegt. Die Raupen sind bisher noch nicht bekannt. Vermutlich ernähren sie sich wie die Raupen von Ocrasa glaucinalis von totem pflanzlichem Material. 

## Vorkommen
Hypsopygia fulvocilialis ist eine überwiegend südeuropäische Art. Die nördlichsten Vorkommen wurden bisher aus Ungarn berichtet. Im Zuge der Klimaerwärmung ist aber damit zu rechnen, dass sich die Art weiter nach Norden ausdehnt.

## Taxonomie
Die mancherorts verwendete Kombination Herculia fulvocilialis ist inkorrekt, da die Gattung Herculia ein jüngeres Synonym von Hypsopygia ist.